# مركز الملك سلمان للشباب
مركز الملك سلمان للشباب (بالإنجليزية: King Salman Youth Center، واختصاراً: KYSC) هو مؤسسة سعوديّة خيرية، تُعنى بدعم تعليم الشباب في مختلف المجالات. بالإضافة إلى الارتقاء بمنشآت الشباب وتشجيع المبادرات الإبداعية، وتطوير وتنمية هذه المنشآت في خدمة عملائها وتنمية مواردها وتحسين خدماتها، والإسهام بشكل فاعل في دعم مبادرات الشباب في بداياتها وبما يسهم في إطلاقها ونجاحها، كما تشمل ترسيخ روح المبادرة ورفع مستوى الوعي بثقافة العمل الحر لدى الشباب كافة، والريادة على المستوى المحلي والإقليمي والعالمي في تحفيز الشباب. يرأس مجلس إدارة المركز الأمير محمد بن سلمان بن عبدالعزيز 

## أقسام المركز
- نادي الشباب: وهو مخصص للندوات واللقاءات.
- قسم النشر: لتحفيز الشباب على نشر أعمالهم.
- المجلة الشبابية: تقدم كل ما يهم الشباب ورواد الأعمال وكل ما يستجد في مجال التكنولوجيا والمعرفة والأزياء والفنادق وخطوط الطيران.[2]

## الأهداف
أنشئ لتحقيق الريادة في المنطقة لخدمة وتأهيل وإبراز الشباب. وذلك بتأسيس وتجذير ثقافة التميز وترسيخ روح المبادرة لدى الشباب، والمساهمة في بناء جيل مبدع من قادة المستقبل، يسهمون في دفع واستمرار مسيرة التقدم والازدهار للوطن. وذلك من خلال تقديم التوجيه والإرشاد اللازم للشباب ومساندتهم في تحقيق أهدافهم. ورفع مستوى قدرات ومهارات الشباب بما يساهم في وصولهم لتحقيق تطلعاتهم الذاتية. وتوفير البيئة المناسبة والدعم الملائم لتمكين الشباب من انجاح مبادراتهم الشخصية والمجتمعية.

## حاضنة الأمير محمد بن سلمان للإعلام الرقمي
أحد مبادرات مركز الملك سلمان للشباب وذلك لدعم مشاريع شباب الأعمال في مجال الإعلام الرقمي، تختلف حاضنة الأمير محمد بن سلمان للإعلام الرقمي عن باقي الحاضنات والمبادرات في المملكة، هو تركيزها القوي على إيجاد مهارات رائد الأعمال الحقيقي وليس على خطة العمل المميزة فقط. وقد اتبعت هذا النهج عدد من حاضنات الأعمال في الدول المتقدمة الأخرى مع نسبة نجاح تصل إلى 96٪.

## الخدمات الاجتماعية

### فرنسا
في أكتوبر 2017، أنهى برنامج الزيارات العالمية لمركز الملك سلمان للشباب رحلته إلى فرنسا، حيث تمت زيارة شركات ومؤسسات فرنسية، بهدف اكتساب الخبرة والمعرفة، من خلال اللقاءات مع قيادات قطاع الأعمال في فرنسا.

### جمعية الأطفال المعوقين
تبرع المركز بمبلغ وقدره مليون ريال، لجمعية الأطفال المعوقين لأجل دعم برنامج " التدخل المبكر" الذي تطبقه مراكز الجمعية، في إطار جهودها لتحجيم سلبيات الإعاقة.

### مشروع المؤشرات الوطنية للشباب
في مايو2016، تم الاتفاق بين المركز وبرنامج الأمم المتحدة الإنمائي(UNDP)، لتنفيذ "مشروع المؤشرات الوطنية للشباب"، الذي يهدف إلى بناء ثلاثة مؤشرات عالمية، واستخدام المؤشرات لدراسة الشباب في السعودية.

### إلهام الشباب
في مارس 2018، وقّع المركز مع الاتحاد السعودي لكرة القدم، مذكرة تفاهم تحت مسمى "إلهام الشباب"، حيث سيتم تنفيذ عدد من البرامج والمشاريع، تهدف إلى تمكين الشاب وتحقيق الأثر الاجتماعي.

### سعودي مرّ من هنا
في ديسمبر 2017، أطلق المركز مسابقة (سعودي مرّ من هنا)، ضمن مبادرة (نحن عطاء)، حيث تهدف المسابقة إلى دعم الطلاب والطالبات المبتعثين في الخارج.

### سفراء الابتكار الاجتماعي
في مارس 2018، أطلق المركز "برنامج سفراء الابتكار الاجتماعي"، الذي يهدف إلى ترسيخ مفهوم الابتكار الاجتماعي، ومعالجة التحديات الاجتماعية بين الشباب والشابات. أقيم البرنامج في مركز الابتكار وريادة الأعمال بجامعة جازان بالتعاون مع مجلس شباب منطقة جازان مدة 6 أيام. تم مناقشة 9 مشاريع، هي: عالم الابتكار، والبحث عن المعلومات اللازمة، وتحليل المشكلة المستهدفة، وتوليد الحلول الابتكارية للمشكلة الاجتماعية، وتصميم الابتكار الاجتماعي وحمايته، ونموذجية الابتكار الاجتماعي واختباره، والتقييم والتخطيط للمبادرة الاجتماعية، وتسويق المبادرة الاجتماعية، وحمل راية الابتكار الاجتماعي، بوصفهم سفراء.

### اليوم العالمي للشباب
يصادف اليوم العالمي للشباب 12 أغسطس من كل عام، حيث شارك المركز بهذه المناسبة، عبر دعوة مجموعة من الرسامين من جميع مناطق المملكة، من خلال رسم "الجرافيتي".

## وصلات خارجية
- الموقع الإلكتروني